# Улица Ивана Черных (Томск)
У́лица Ива́на Черны́х — улица в Томске. Проходит от улицы Мичурина до транспортного кольца (Областная клиническая больница). Названа 18 апреля 1949 года в честь Героя Советского Союза Ивана Черных (1918—1941), повторившего подвиг Николая Гастелло.
Частично (в начале улицы) сохранилась частная одноэтажная застройка, на улице построены новые жилые многоэтажные многоквартирные дома. Имеет характер внутриквартальной нетранспортной улицы, на некоторых значительных участках отсутствует проезжая часть.

## Достопримечательности

- В 1973 году между улицами Ивана Черных и Сергея Лазо был построен Дворец народного творчества «Авангард» (улица Бела Куна, 20)[1], а рядом с ним разбит большой сквер, где регулярно стали проводиться различные празднования, в том числе, посвященные Дню Победы, накануне которых не раз поднимался вопрос об установке в сквере памятника «томскому Гастелло». После нескольких лет обсуждений в сквере был установлен памятный камень сообщающий о предстоящей установке памятника, но деньги на сам памятних удалось найти лишь в 2008 году, и в том же году памятник был отлит из бронзы (скульпторы Антон и Николай Гнедых) и установлен в сквере. 8 мая 2008 года состоялось его торжественное открытие[2][3]. Стоявший на месте памятника камень переустановили недалеко от пересечения улицы Ивана Черных и улицы Бела Куна, предварительно сменив на нём надпись, которая теперь извещает о том, что близлежащая улица названа в честь Героя Советского Союза Ивана Сергеевича Черных.

- В комплексе зданий областной клинической больницы (дом 96) освящена церковь, в иконостасе особо почитаемый образ Божией Матери «Целительница» с частицей мощей преподобного Агапита Печерского[4].